# كوركي كالهون
كوركي كالهون (بالإنجليزية: Corky Calhoun)‏ مواليد 1 نوفمبر 1950 في وكغن، هو لاعب كرة سلة أمريكي معتزل. بدأ مسيرته الاحترافية في سنة 1972. تم اختياره من قبل فريق فينيكس صنز خلال الدرافت. يبلغ طوله 6 قدم 7 بوصة (2.0 م). اعتزل اللعب في 1979. فاز بلقب دوري إن بي إيه.

## المسيرة الاحترافية
لعب مع فينيكس صنز من سنة 1972 إلى 1975، ثم لعب مع لوس أنجلوس ليكرز من سنة 1974 إلى 1976، ثم لعب مع بورتلاند ترايل بلايزرز من سنة 1976 إلى 1978، ثم لعب مع إنديانا بايسرز من سنة 1978 إلى 1981.

## روابط خارجية
- كوركي كالهون على موقع إن بي أي (الإنجليزية)
- كوركي كالهون على موقع سبورتس رفرنس (الإنجليزية)
- كوركي كالهون على موقع كلية كرة السلة في سبورتس رفرنس.كوم (الإنجليزية)
- كوركي كالهون على موقع ريلجم (الإنجليزية)
- كوركي كالهون على موقع بروبوليرز (الإنجليزية)